# Совещание общественных деятелей
Совеща́ние обще́ственных де́ятелей — проходило 8 (21)— 10 (23) августа 1917 года в Москве. На совещание прибыли делегаты, объединённые стремлением довести войну до победного конца и наладить народное хозяйство путём восстановление сильной государственной власти. По итогам работы был избран Совет общественных деятелей.

## Причины созыва совещания
Финансово-промышленные круги России и политические силы, их представляющие, были обеспокоены развитием русской революции, которое вело к углублению хозяйственной разрухи, развалу Русской армии и усилению левых партий. Совещание было созвано по инициативе П. П. Рябушинского, В. А. Маклакова, С. Н. Третьякова, С. А. Смирнова, Н. Н. Львова. Всего в Совещании приняло участие около 400 делегатов — представители Временного комитета Государственной думы, партий кадетов и октябристов, земства, деловых кругов, вузов, духовенства, старообрядчества, кооперации, Крестьянского союза, Союза землевладельцев, Союза инженеров, Союза офицеров армии и флота, юриспруденции, свободных профессий.

## Обсуждаемые вопросы и принятые резолюции
Председателем Совещания был избран М. В. Родзянко, выступивший на открытии с вступительной речью. Обсуждались вопросы создания сильной национальной власти; деятельность Советов и комитетов в армии; борьба с экономической, финансовой разрухой и разрухой на железнодорожном транспорте; поставки продовольствия. В резолюции, предложенной П. Н. Милюковым, указывалось, что все части государственного механизма чрезвычайно расстроены, в стране нет твёрдой власти, нет суда и не выполняются законы.
Было предложено А. Ф. Керенскому и всему Временному правительству немедленно признать, что «оно вело страну по ложному пути, который должен быть немедленно покинут». Причинами такого бедственного положения были названы действия социалистических партий, пытающихся претворить на практике в России положения «утопий». Отмечалось, что во время ведения войны, цели этих социалистических партий зачастую совпадают с целями внешнего врага. В резолюции Совещания также были приведены требования к Временному правительству немедленно порвать «со всеми следами зависимости от каких бы то было комитетов и других подобных организаций» и «начать самую энергичную борьбу с ядовитыми всходами этого посева во всех областях народной жизни — в армии и флоте, во внешней политике, в социальных отношениях, в промышленности и финансах, в земельном и национальном вопросах».
Солидаризируясь с генералом Корниловым Совещание послало ему приветственную телеграмму. В заключение был избран постоянно действующий Совет общественных деятелей под председательством М. В. Родзянко.